# Randy Lew
Randy Lap „nanonoko“ Lew (* 3. Juli 1985 in Sacramento, Kalifornien) ist ein professioneller US-amerikanischer Pokerspieler. Für die Triton Poker Series ist er auch als Kommentator tätig.

## Persönliches
Lew ist Sohn chinesischer Eltern. Als Kind liebte er Computerspiele. Während seines Studiums der Wirtschaftsökonomie an der University of California in Davis nahm Lew regelmäßig an nationalen Turnieren des Spiels Marvel vs. Capcom 2 teil. Bei diesen Turnieren lernte er Freunde kennen, die ihn zum Poker brachten. Lew lebt in Mountain View. Er ist mit der Pokerspielerin Celina Lin liiert und seit März 2018 verlobt. Ende Oktober 2019 wurden sie Eltern einer Tochter.

## Pokerkarriere

### Online
Lew brachte sich Poker selbst bei und eröffnete unter dem Nickname nanonoko ein Konto beim Onlinepokerraum PokerStars. Im November 2009 hatte er sich dort bereits mehr als eine Million US-Dollar erspielt. Von 2007 bis 2011 sowie 2013 erreichte er den höchsten Status als Supernova Elite. Im Januar 2012 stellte Lew einen neuen Guinness-Weltrekord auf, indem er online insgesamt 23.493 Hände in acht Stunden spielte. 2014 wurde er nach George Lind als zweiter Spieler in die PokerStars VIP Club Hall of Fame aufgenommen. Zudem war Lew jahrelang Teil des Team PokerStars, wurde in dieser Zeit also von PokerStars gesponsert. Sein Spiel kann man regelmäßig auf dem Streamingportal Twitch verfolgen, bei dem er über 50.000 Follower hat. Seine Turniergewinne aus Onlineturnieren belaufen sich auf mehr als eine Million US-Dollar, wobei die letzte Geldplatzierung im September 2018 erzielt wurde.

### Live
Seit 2010 ist Lew auch bei renommierten Live-Turnieren zu sehen. Im Juni 2010 war er erstmals bei der World Series of Poker im Rio All-Suite Hotel and Casino am Las Vegas Strip erfolgreich und kam bei einem Turnier der Variante No Limit Hold’em ins Geld. Anfang 2011 belegte Lew beim Main Event der Aussie Millions Poker Championship in Melbourne den zehnten Platz für 100.000 Australische Dollar. Im November 2011 gewann er das Main Event der Asia Pacific Poker Tour (APPT) in Macau und damit sein bisher höchstes Preisgeld von umgerechnet knapp 500.000 US-Dollar. Anfang 2012 wurde Lew beim High-Roller-Event des PokerStars Caribbean Adventures auf den Bahamas Achter und erhielt dafür mehr als 100.000 US-Dollar. Anfang November 2013 saß Lew erneut am Finaltisch des APPT-Main-Events und belegte dort den siebten Platz für über 100.000 US-Dollar Preisgeld. Ende Mai 2015 landete er beim High-Roller-Event der APPT auf dem fünften Platz für rund 100.000 US-Dollar. Seitdem blieben größere Turniererfolge aus. Seine bis dato letzte Geldplatzierung erzielte er im Januar 2020 bei den Aussie Millions.
Insgesamt hat sich Lew mit Poker bei Live-Turnieren mehr als 1,5 Millionen US-Dollar erspielt. Von April bis November 2016 spielte er als Teil der Hong Kong Stars in der Global Poker League und kam mit seinem Team bis in die Playoffs. Darüber hinaus ist Lew gemeinsam mit Lex Veldhuis als Kommentator bei der Triton Poker Series tätig.